# Dinar arabe
Dinar comptable arabe
Pour les articles homonymes, voir Dinar.
Le dinar arabe ou dinar comptable arabe, (en arabe الدينار الحسابي العربي,, aldiynar alhisabiu alearabiu ; en anglais Arab accounting dinar, abrégé en AAD) est la monnaie officielle et de déclaration des actifs de réserve du Fonds monétaire arabe. Depuis le 12 mai 2025, il a le code ISO 4217 XAD.
Un dinar arabe équivaut à 3 droits de tirage spéciaux. Au 11 mai 2025, 1 dinar arabe vaut 4,11 dollars américains ou 3,66 euros.

## Genèse
L'idée d'un dinar de compte arabe a été proposée par l'Algérie lors de la réunion de l'Organisation des pays arabes exportateurs de pétrole (OPAEP) du 3 au 5 mai 1975. Cette unité serait égale à trois droits de tirage spéciaux et serait formée d'un cocktail de monnaies des pays membres de l'Organisation.
Le Fonds monétaire arabe est établi en 1976 et le dinar arabe est créé en même temps.